# Eleccions legislatives eslovenes de 2011
Les Eleccions legislatives eslovenes de 2011 es van celebrar el 4 de desembre de 2011 de manera anticipada per a renovar els 90 membres de l'Assemblea Nacional d'Eslovènia. De manera sorprenent, les va guanyar el nou partit Eslovènia Positiva, tot i que no va poder governar per la formació d'una coalició de partits de dretes liderat per Janez Janša, del Partit Democràtic Eslovè.

## Resultats
|                         |                                                        |                               |                               |                               |         |     |  |  |
| Partit                  | Partit                                                 | Vots                          | %                             | +/-                           | Escons  | +/- |  |  |
|                         | Llista de Zoran Janković - Eslovènia Positiva (LZJ-PS) | 314.273                       | 28,51                         | Nou                           | 28 / 90 | 28  |  |  |
|                         | Partit Democràtic Eslovè (SDS)                         | 288.719                       | 26,19                         | 3,07                          | 26 / 90 | 2   |  |  |
|                         | Socialdemòcrates (SD)                                  | 115.952                       | 10,52                         | 19,93                         | 10 / 90 | 19  |  |  |
|                         | Llista Cívica de Gregor Virant (DLGV)                  | 92.282                        | 8,37                          | Nou                           | 8 / 90  | 8   |  |  |
|                         | Partit Democràtic dels Pensionistes (DeSUS)            | 76.853                        | 6,97                          | 0,48                          | 6 / 90  | 3   |  |  |
|                         | Partit Popular Eslovè (SLS)                            | 75.311                        | 6,83                          | 1,62                          | 6 / 90  | 1   |  |  |
|                         | Nova Eslovènia (NSi)                                   | 53.758                        | 4,88                          | 1,48                          | 4 / 90  | 4   |  |  |
|                         | Partit Nacional Eslovè (SNS)                           | 19.786                        | 1,80                          | 3,60                          | 0       | 5   |  |  |
|                         | Liberal Democràcia d'Eslovènia (LDS)                   | 16.268                        | 1,48                          | 3,73                          | 0       | 5   |  |  |
|                         | Partit pel Desenvolupament Sostenible (TRS)            | 13.477                        | 1,22                          | Nou                           | 0       | =   |  |  |
|                         | Partit dels Joves-Verds (SMS-Zeleni)                   | 9.532                         | 0,86                          | -                             | 0       | -   |  |  |
|                         | Zares-Nova Política (Zares)                            | 7.218                         | 0,65                          |                               | 0       | 9   |  |  |
|                         | Partit Laborista Democràtic (DSD)                      | 7.118                         | 0,65                          | Nou                           | 0       | Nou |  |  |
|                         | Altres                                                 | 11.709                        | 1,06                          | -                             | 0       | -   |  |  |
|                         | Minories hongaresa i italiana                          | Minories hongaresa i italiana | Minories hongaresa i italiana | Minories hongaresa i italiana | 2       | =   |  |  |
|                         |                                                        |                               |                               |                               |         |     |  |  |
| Vots vàlids             | Vots vàlids                                            | 1.102.354                     | 98,29                         |                               |         |     |  |  |
| Vots blancs i invàlids  | Vots blancs i invàlids                                 | 19.219                        | 1,71                          |                               |         |     |  |  |
| Total                   | Total                                                  | 1.121.573                     | 100                           | -                             | 90      | =   |  |  |
| Abstencions             | Abstencions                                            | 588.119                       | 34,40                         |                               |         |     |  |  |
| Inscrits / participació | Inscrits / participació                                | 1.709.692                     | 65,60                         |                               |         |     |  |  |